# Slim Whitaker
Slim Whitaker, właściwie Charles Orby Whitaker (ur. 29 lipca 1893 w Kansas City, zm. 27 czerwca 1960 w Los Angeles) – amerykański aktor filmowy.

## Życiorys
Urodził się w Kansas City w stanie Missouri. W latach 1914–1949 pojawił się w 345 filmach. Zmarł w Los Angeles na atak serca.

## Wybrana filmografia
- 1933: Człowiek z Monterey
- 1933: Deadwood Pass
- 1935: Border Vengeance
- 1935: Rio Rattler
- 1936: Santa Fe Bound
- 1939: The Marshal of Mesa City
- 1940: Billy the Kid in Texas
- 1941: Billy the Kid Wanted
- 1943: The Kid Rides Again